# Eriopogon jubatus
Eriopogon jubatus är en tvåvingeart som beskrevs av Becker 1906. Eriopogon jubatus ingår i släktet Eriopogon och familjen rovflugor.
Artens utbredningsområde är Marocko. Inga underarter finns listade i Catalogue of Life.